# Tertial
De tertial is een van de elleboogpennen; het zijn de slagpennen (veren) van de vogelvleugel die tussen de schouderveren en de armpennen in liggen (zie afbeelding hieronder).

| Typen veren van de vleugel | Typen veren van de vleugel |
| -------------------------- | --- |
|                            | 1 = handpennen 2 = handdekveren 3 = duimvleugel 4 = armpennen 5 = grote dekveren 6 = middelste dekveren 7 = kleine dekveren 8 = tertials (elleboogpennen) 9 = schouder (-veren) |